# Blackstone Golf Club (Icheon)
De Blackstone Golf Club is een golfclub ten ZO van Seoul, aan de oostkant van de provincie Gyeonggi-do in Zuid-Korea. 
De golfsport is in Zuid-Korea zeer populair geworden en ook op internationaal niveau doen Koreaanse spelers goed mee. Blackstone is de twintigste golfclub in Zuid-Korea met een 18 holesbaan. Het baanrecord van 65 staat sinds 2012 op naam van Bernd Wiesberger.
De baan ligt in een heuvelachtig gebied met formaties van grote rotsblokken. Hij wordt verdeeld in drie lussen van negen holes, de West Course, de North Course en de East Course, allemaal met een par van 36. Er loopt een rivier doorheen en er zijn verschillende meren.  Te midden van de baan staat een clubhuis, bestaande uit twee vleugels met daartussen een atrium met palmbomen.

## Toernooien
Hoewel de baan nog erg nieuw was, werd er in 2011 het Ballentine's Championship gespeeld. Winnaar was Lee Westwood met een score van -12. Ook in april 2012 en 2013 werd het Zuid-Koreaans Open hier gespeeld.

## Trivia
Er is ook een Blackstone Golf Club in Marengo, Illinois en een Blackstone National Golf Club in Sutton, Massachusetts. De Blackstone Golf & Resort in Jeju werd ook ontworpen door Brian Costello.